# ماسالا (ادویه)
ماسالا (از هندی: मसाला (masala)، در بنگالی: মশলা) اصطلاحی است در آشپزی جنوب آسیا که بیشتر در معنای پودر مخلوطی از ادویه‌ها به‌کار می‌رود. 
پودرهای ماسالا با ترکیب‌های مختلف مثل ماهی ماسالا، مرغ ماسالا، گوشت ماسالا، بریانی ماسالا، کباب ماسالا، سیخ کباب ماسالا، و از این قبیل در انواع خوراک‌ها به‌کار می‌رود.
در آشپزی بلوچی، هندی، پاکستانی و بنگالی و تا حدودی شرق افغانستان به صورت گسترده از ماسالا استفاده می‌کنند که  آمیخته‌ای از ادویه‌های خشک و معمولاً بوداده است یا این‌که به صورت خمیره‌ای از ادویه‌ها و دیگر مواد تهیه می‌شود.
در تهیه ماسالا اغلب از پودر سیر، پودر زنجبیل، پودر پیاز، پودرفلفل قرمز، پودر تخم گشنیز، پودرزیره   و ... بهره می‌گیرند.
چون این ادویه اگر تازه نباشد و کهنه شود عطر و طعم مطلوب را از دست می‌دهد در آشپزی خانگی اغلب ادویه‌ها را پیش از آشپزی می‌سایند و بجای پودر آماده به‌کار می‌برند.